# Sorapiss
Horská skupina Sorapiss (nebo jednodušeji Sorapiss či Sorapís, původně ladinsky Sorapisc) je jednou z hlavních horských skupin Ampezzanských Dolomit v italské provincii Belluno.

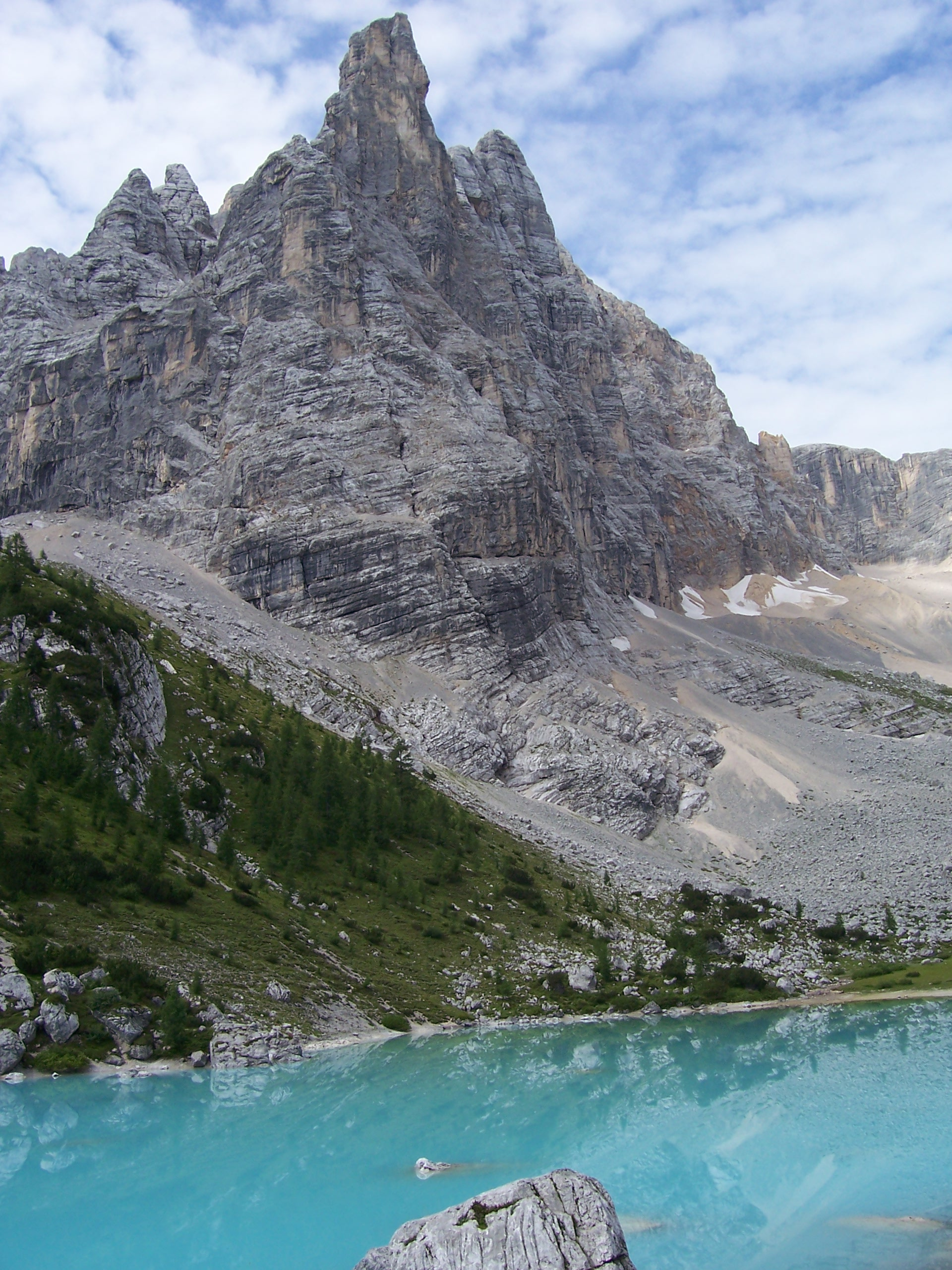
Boží prst Sorapiss nad jezerem Lago di Sorapiss

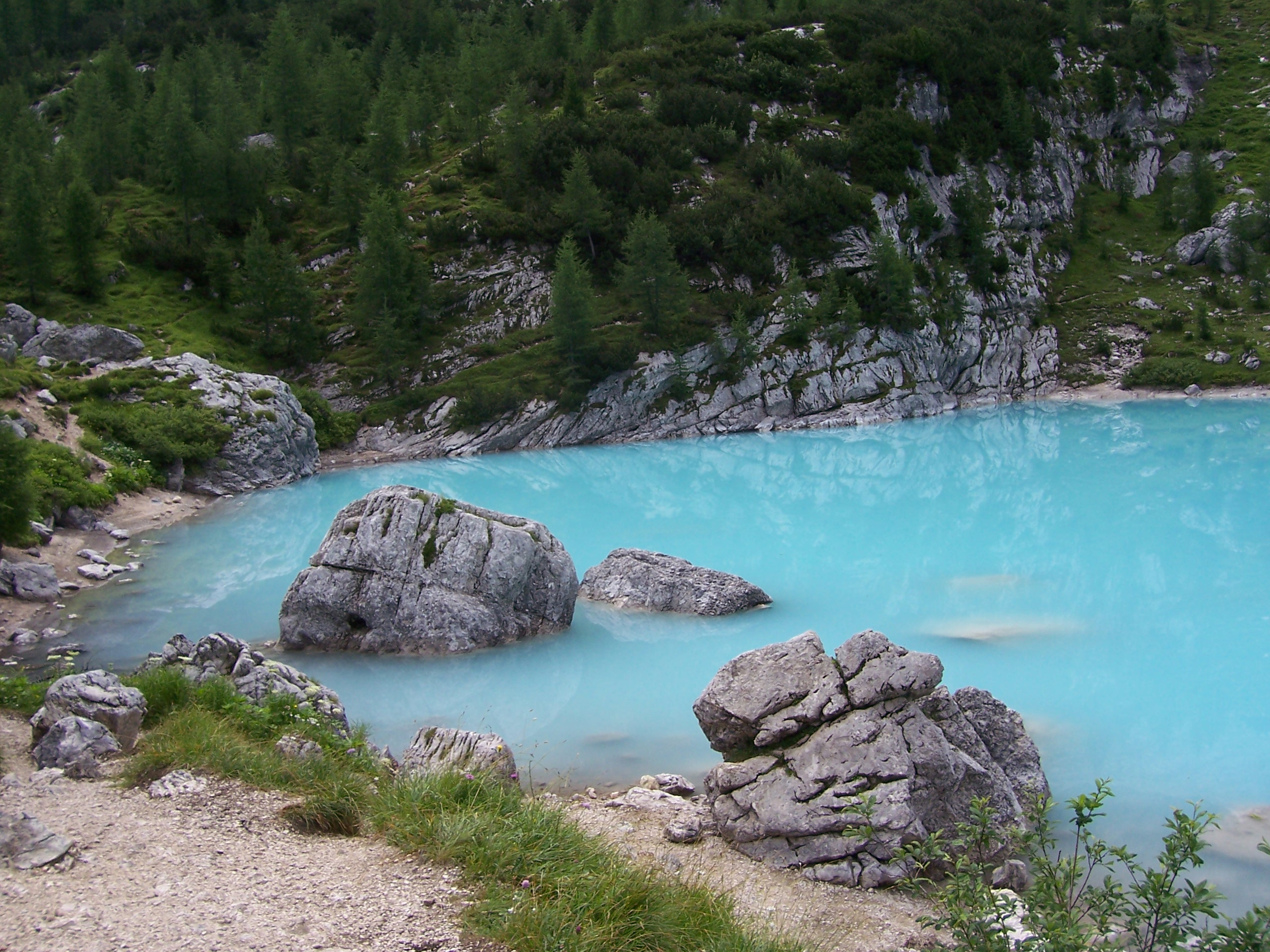
Jezero Sorapis u chaty Alfonso Vandelli.

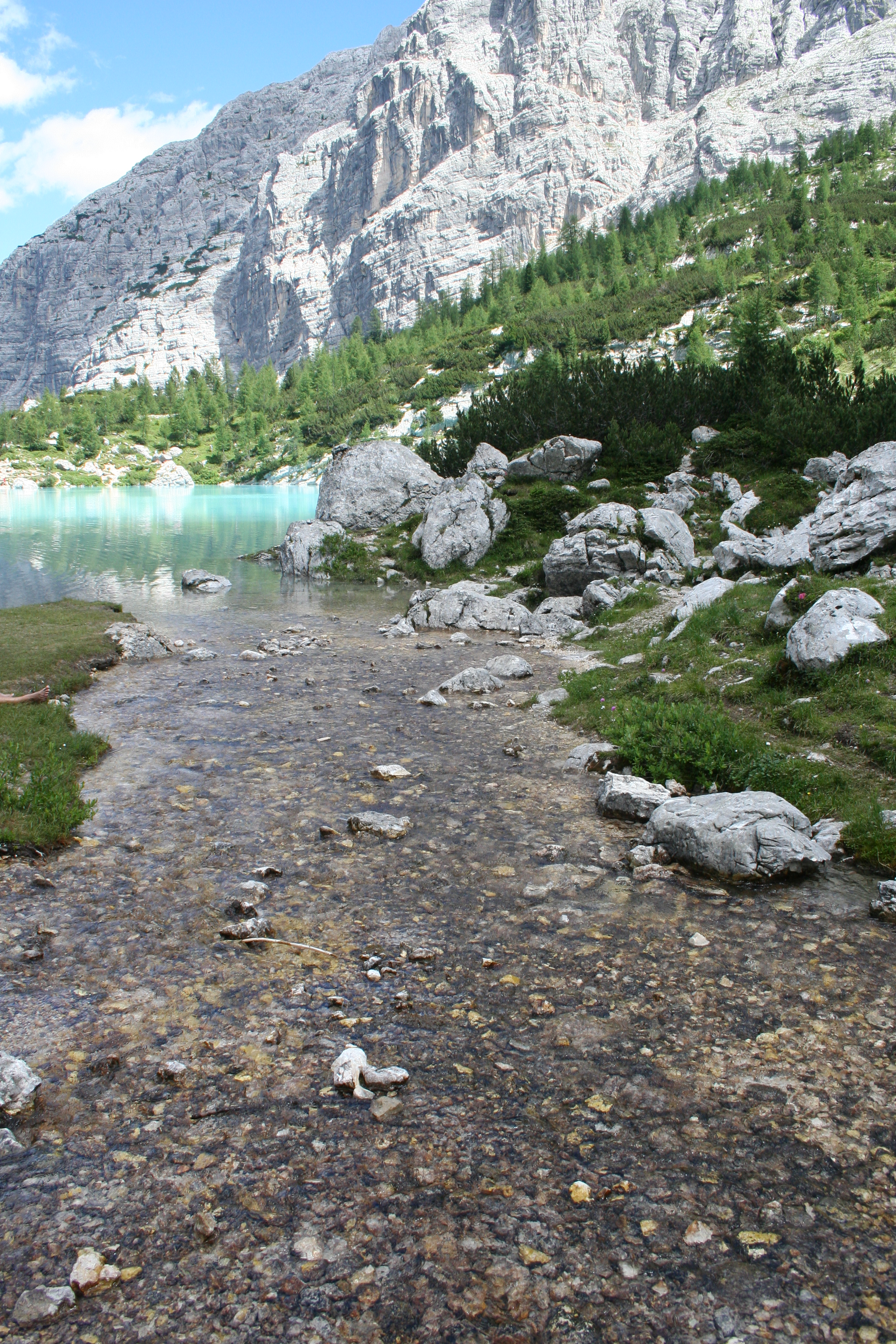
Pohled na jezero Sorapiss od potoka, který ho napájí, 2. srpna 2013.

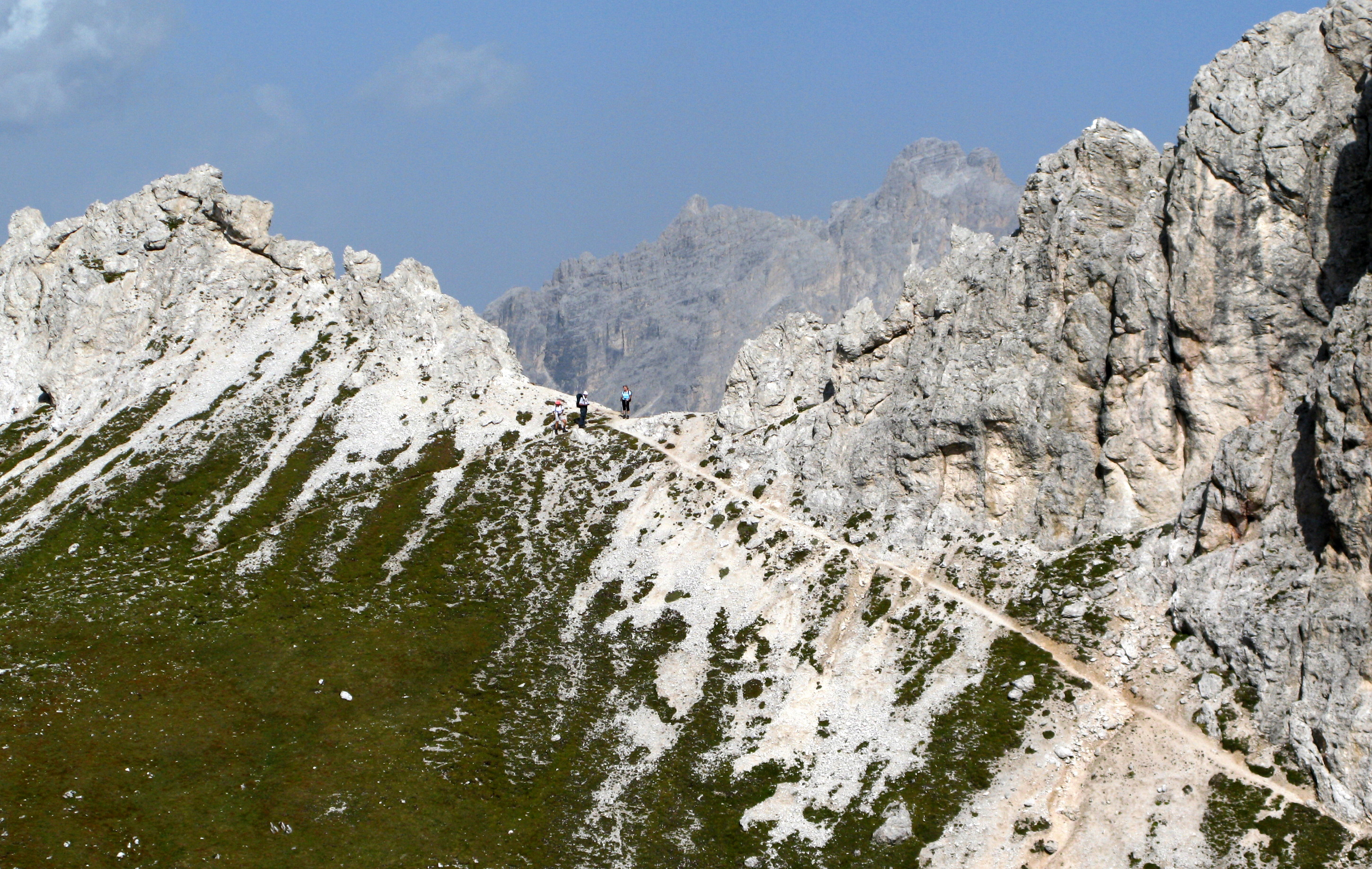
Forcella Ciadin del Loudo - cesta č. 223.

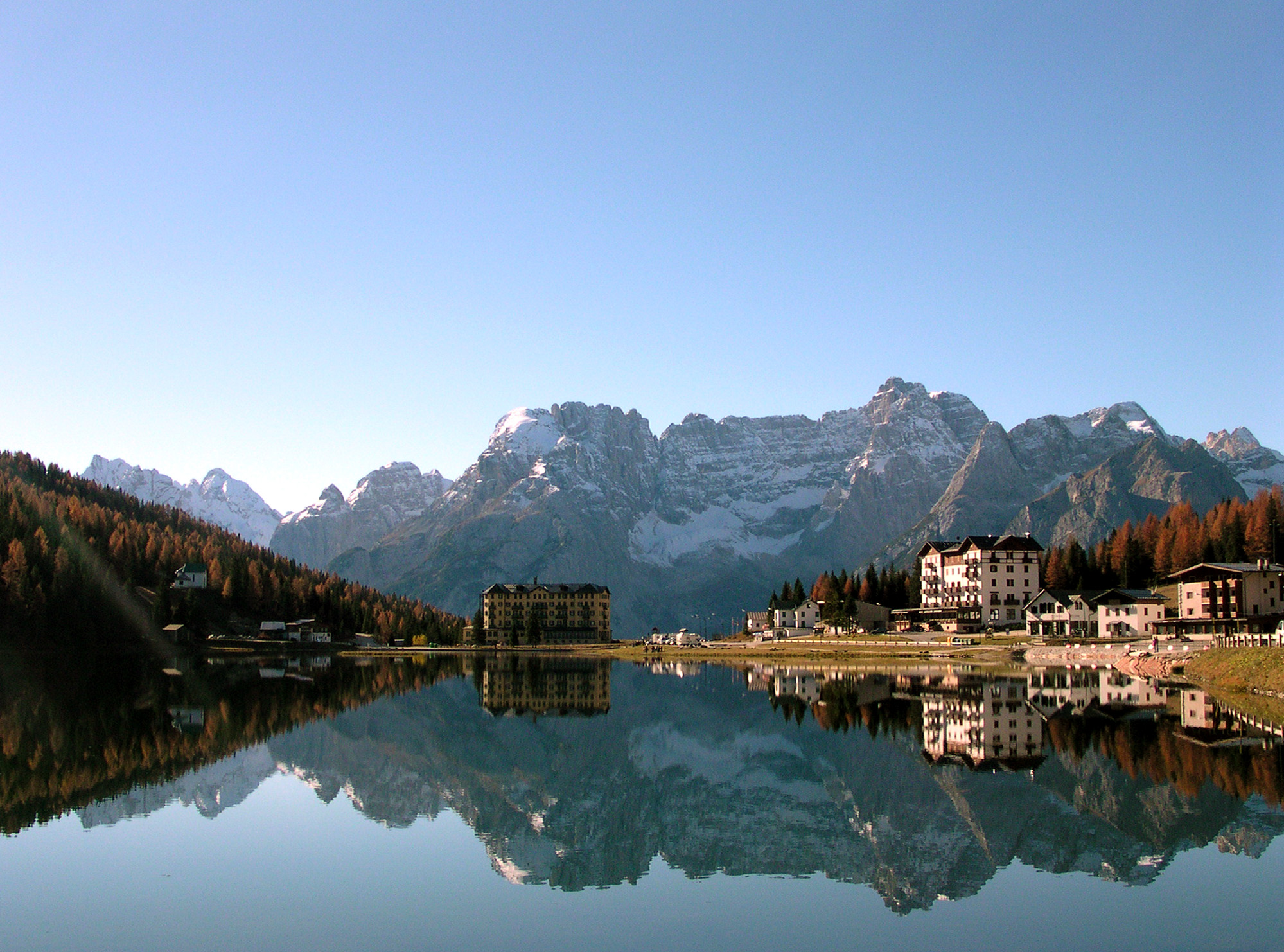
Pohled na skupinu Sorapiss od jezera Misurina.

## Legenda
Legenda, která byla použita i ve slavné písni Claudia Baglioniho, vypráví o Misurině, rozmarné a rozpustilé holčičce, která žije na dlani svého obřího otce: krále Sorapisse. Král Sorapiss se, aby splnil dívčino přání a získal pro ni od královny Monte Cristallo kouzelné zrcadlo, promění v horu. V posledních okamžicích proměny vidí, jak holčička padá a její slzy tekoucí jako řeky tvoří jezero, pod kterým bude holčička s kouzelným zrcadlem navždy ležet: jezero Lago di Misurina.

## Toponymum
Název Sorapiss je odvozen od ladinského výrazu pisc (od "piscé", močit) - což je v toponymii ladinské oblasti velmi časté označení vodopádů a kaskád. Toponymum původně označovalo jezero a označovalo jeho polohu nad vodopádem. Symetricky se dolní část toku nazývá Sopisc (tj. pod vodopádem).

## Popis
Horská skupina Sorapiss se skládá z centrálního masivu zahrnujícího Punta Sorapiss (3205 m), Fopa di Mattia (3 155 m), Croda Marcora (3154 m) a Tre Sorelle (3005 m), z něhož se směrem k severovýchodu oddělují dva dlouhé hřebeny. Proslulý je pohled na horu od jezera Lago di Misurina (Auronzo di Cadore), odkud se Sorapìss jeví jako skalní amfiteátr, který se odráží v průzračných vodách jezera. Skupinou prochází turistické vysokohorské stezky Alta via č. 3 a Alta via č. 4.
Masiv Sorapiss leží na území obcí Cortina d'Ampezzo, San Vito di Cadore a Auronzo di Cadore. Skupina Sorapiss má tvar písmene U, otevřeného směrem k údolí Val d'Ansiei směrem na severovýchod. Nejvyšším vrcholem skupiny Sorapisss je Punta Sorapiss (někdy nazývaná též Boží prst) o nadmořské výšce 3205 m tyčící se nad blankytně modrým jezerem Lago di Sorapiss.

## Historie
První výstup na vrchol Punta Sorapiss uskutečnil rakouský horolezec Paul Grohmann v roce 1864. 27. srpna 1929 uskutečnili Emilio Comici a G. Fabian první italský dolomitský výstup VI. stupně na vrchol druhé Sorely. Za úsvitu 1. října 2013 se ve výšce 3150 m utrhl asi 300 m široký a 400 m vysoký sesuv z vedlejšího vrcholu Croda Marcora, který se nachází asi 500 m jihozápadně od hlavního vrcholu.

## Horské chaty
V horské skupině Sorapiss se nalézají následující horské chaty ve správě benátské sekce Italského alpského klubu (CAI):
- Rifugio Alfonso Vandelli (1926 m)
- Rifugio Tondi di Faloria (2327 m)
- Rifugio San Marco (1823 m)

Dále se zde nacházejí horská útočiště - bivaky: Bivacco Slataper (2650 m) a Bivacco Comici (2050 m), které nabízejí podporu horolezcům ve vysokých nadmořských výškách při náročnějších výstupech.
Horskou skupinu Sorapiss křižují tři důležité ferraty:
- ferrata Francesco Berti
- ferrata Carlo Minazio
- ferrata Alfonso Vandelli